# Șerban Enache
Șerban Enache n. iunie 1976 este un antreprenor român, cunoscut pentru co-fondarea și dezvoltarea platformei de fotografie stock Dreamstime, una dintre cele mai mari și respectate surse de fotografii de stock din lume.
Enache este un vizionar dedicat inovării și optimizării industriei fotografiei stock.
„Ultimii 20 de ani au fost palpitanți, ocazional provocatori, dar mai ales înălțători, deoarece iubim cu toții artele vizuale. Trăim într-o bibliotecă colorată, cu milioane de idei adunate de pe toate cele șase continente. Vom continua să lucrăm pentru a păstra Dreamstime acea casă prietenoasă a artiștilor și locul preferat de research al designerilor. Și acesta este un vis care merită visat cel puțin încă 20 de ani”, a spus Șerban Enache, CEO Dreamstime.

## Studii
Șerban Enache a absolvit Universitatea de Arhitectură și Urbanism Ion Mincu din București, unde a obținut o diplomă în arhitectură.

## Carieră
În 1998, Șerban Enache a co-fondat Archiweb, o companie premiată în domeniul designului web. Archiweb a devenit rapid un lider în sud-estul Europei, lucrând cu companii mari precum Xerox, Unilever și Despec.
În 2000, Enache a fondat Dreamstime, care a evoluat dintr-un proiect mic într-una dintre cele mai mari comunități de imagini stock din lume. Dreamstime a fost profitabilă din primul an și a continuat să inoveze prin adoptarea timpurie a inteligenței artificiale și prin crearea de soluții integrate pentru utilizatori. Enache gestionează strategia de dezvoltare a afacerii și este profund implicat în operațiunile zilnice ale comunității site-ului.
Enache a spus: "Inovăm constant și căutăm noi modalități de a contribui la îmbunătățirea și creșterea industriei."
În 2012, Enache a lansat Stockfreeimages, o platformă de imagini gratuite pentru designerii care caută fotografii de stoc sigure de utilizat. Acest proiect a fost conceput ca un model freemium complex, oferind resurse gratuite de conținut și ajutând contribuabilii să își construiască portofoliile pe Dreamstime. Stockfreeimages oferă imagini donate de contribuabilii Dreamstime, care primesc expunere și royalties în schimb.
Enache a explicat: „Un mod excelent de a crește vizibilitatea conținutului contribuabililor este de a oferi o parte din conținut gratuit, ca un fel de probă gratuită.”
În 2022, Dreamstime a lansat LicenseGuard, un instrument de monitorizare a încălcărilor drepturilor de autor. Acesta utilizează tehnologie AI pentru a scana și detecta utilizările neautorizate ale conținutului vizual pe internet. Enache a declarat: „LicenseGuard este conceput pentru a proteja drepturile de autor ale creatorilor de conținut și pentru a motiva utilizatorii să urmeze practici etice acceptate în industrie.”
În februarie 2023, Dreamstime a anunțat atingerea a 200 de milioane de fișiere online și un milion de contribuabili. Cu această ocazie, Dreamstime a lansat o serie de concursuri și inițiative pentru a sărbători aceste realizări. Enache a declarat: „Suntem mândri să fim în industrie de peste 20 de ani, evoluând de la scanări de film la conținut generat de AI.” 
Într-un interviu pentru PressOne, Enache a explicat că Dreamstime a atins 30 de milioane de utilizatori și 600.000 de artiști contribuind cu imagini, ilustrații și clipuri video. Compania este complet independentă financiar și oferă cele mai mari royalties din industrie, ajungând până la 60% pentru fotografii exclusivi.
Enache a declarat: „Este momentul ca antreprenorii români să exporte mai multe produse și mai puține servicii primare. Nu ducem lipsă de idei și trăim într-o societate cu multe probleme.”
Enache subliniază importanța fotografiilor de stoc în fața conținutului generat de AI, evidențiind că problemele legale și necesitatea calității și autenticității determină clienții să prefere fotografiile de stoc. „Fotografia de stoc este o modalitate dovedită de a monetiza viziunea artistică, oferind un cadru legal clar și reducând riscurile legale ulterioare.” 
Șerban Enache este membru al Digital Media Licensing Association (DMLA) și CEPIC. Dreamstime a fost recunoscută pentru numeroase realizări, inclusiv lansarea tehnologiei PhotoEye și a instrumentului de monitorizare a încălcărilor drepturilor de autor, LicenseGuard.

## Viața privată
Șerban Enache locuiește în București, România, împreună cu soția și cele două fiice. Este un alergător de maraton pasionat și susține diverse inițiative civice și filantropice. El crede în responsabilitatea corporativă și în oferirea de sprijin comunității: „Considerăm că firmele trebuie să se implice responsabil la nivelul societății și să ofere sprijin și suport”.